# José María Mantilla
José María Mantilla (Nueva Granada 1793 - Colombia, 22 de enero de 1860) fue un militar y político colombiano.

## Biografía
Se incorporó a la guerra de independencia de Colombia y de Venezuela, iniciando como soldado ascendido a subteniente en 1812,  a capitán en 1813, hasta 1827 es nombrado General de Brigada. 
Fue hecho prisionero por los realistas españoles en 1816.Participó en la Batalla de Boyacá el 7 de agosto de 1819. Formó parte del estado mayor de Simón Bolívar durante el Tratado de Armisticio y Regularización de la Guerra el 25 y 26 de noviembre de 1820, firmado en Trujillo (Venezuela), con el general Pablo Morillo. Desempeñó varios cargos como gobernador de la Provincia de Mariquita, de la provincia de Pamplona, jefe mayor del ejército de Boyacá, gobernador de la provincia del Socorro, juez militar, comandante general de Cundinamarca, jefe de división del Callao, miembro de la Alta Corte Militar de Colombia en 1829. Fue gobernador interino de la Provincia de Bogotá.

## Homenajes
Batallón de Artillería N.° 18 General José María Mantilla en Arauca.